# Alexandre Dumas
Alexandre Dumas, ur. jako Dumas Davy de la Pailleterie (ur. 24 lipca 1802 w Villers-Cotterêts, zm. 5 grudnia 1870 w Dieppe) – francuski pisarz i dramaturg, autor Hrabiego Monte Christo i Trzech muszkieterów.
Jego ojcem był generał Thomas Alexandre Dumas (1762–1806). Od szesnastego roku życia pracował jako kancelista. W 1829 roku odniósł znaczący sukces dramatem historycznym Henryk III i jego dwór. W następnych latach święcił tryumfy na scenie dzięki takim utworom jak: Antony (1831), Wieża Nesle (1832), Kean (1836) czy Panna z Belle-Isle (1839).
Największą sławę przyniosły mu napisane w latach 40. powieści historyczne i przygodowe: Hrabia Monte Christo (1845), cykl o muszkieterach: Trzej muszkieterowie (1844), Dwadzieścia lat później (1845), Wicehrabia de Bragelonne (1848). Dużą popularność zdobyły również: cykl o Walezjuszach: Królowa Margot (1845), Pani de Monsoreau (1846) i Czterdziestu pięciu (1847–1848) oraz cykl Pamiętniki lekarza: Józef Balsamo (1847–1848), Naszyjnik królowej (1849–1850), Anioł Pitou (1851), Hrabina de Charny (1852–1855) I Kawaler de Maison-Rouge (1845–1846). Pozostawił po sobie ponad dwieście utworów.
Jego wszystkie powieści miłosne (omnes fabulae amatoriae) zostały umieszczone w index librorum prohibitorum dekretem z 1863 roku.

## Życiorys

### Wczesne lata

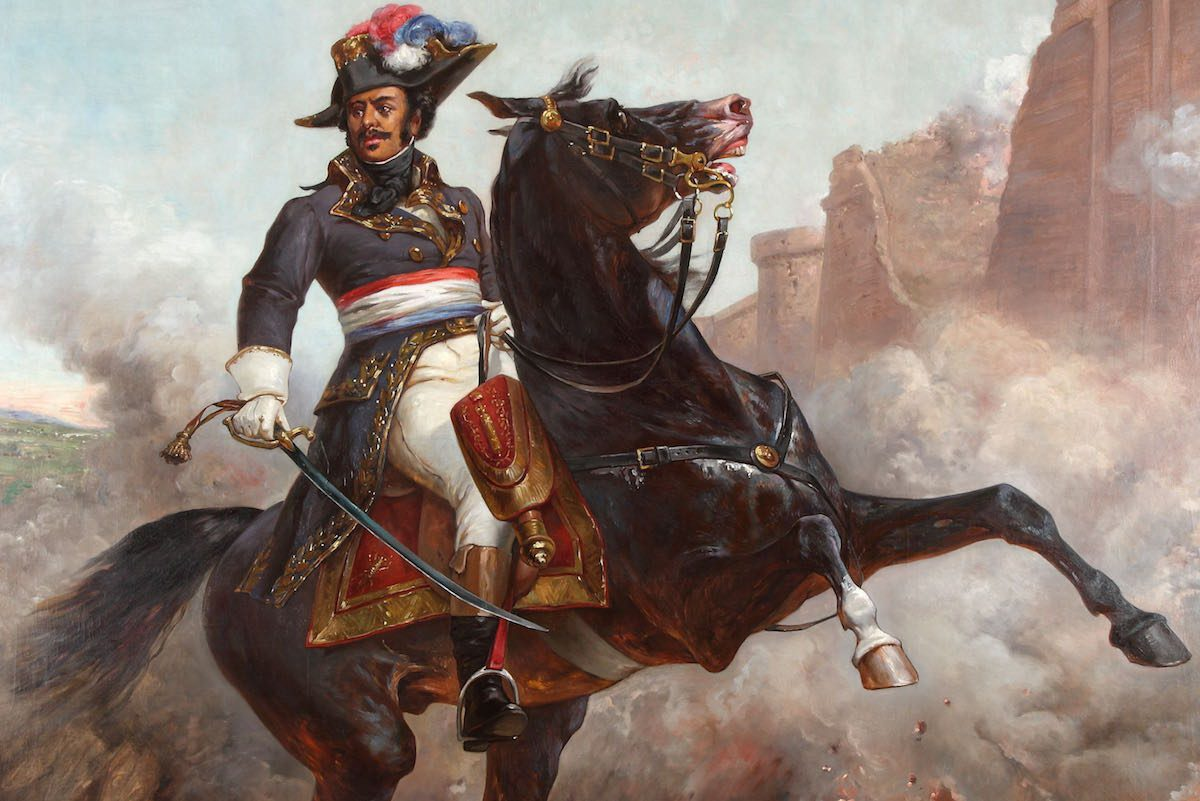
Generał Thomas Alexandre Dumas

Aleksander Dumas urodził się 24 lipca 1802 roku, w Villers-Cotterêts, w domu przy ulicy Lormelet. Jego ojciec, Thomas Alexandre Dumas, urodził się we francuskiej kolonii Saint-Domingue na wyspie Haiti. Był synem markiza de la Pailleterie i czarnej niewolnicy, Cessette Dumas. W armii rewolucyjnej Francji dosłużył się stopnia generała. W 1792 roku poślubił Marię Ludwikę Labouret, córkę oberżysty z Villers-Cotterêts. W kampanii włoskiej odznaczył się brawurową odwagą. Podczas kampanii egipskiej poróżnił się z głównodowodzącym, Napoleonem Bonaparte. W trakcie samotnego powrotu do Francji został uwięziony w Neapolu. Po dwóch latach ciężko chory powrócił do żony. Z powodu niełaski Napoleona do końca życia rodzina generała żyła w ubóstwie. Ojciec pisarza zmarł w 1806 roku. Wdowa po generale otrzymawszy koncesję na prowadzenie trafiki, otworzyła mały sklepik w Villers-Cotterêts.
Mały Dumas nie był skory do nauki, w dzieciństwie nauczył się zaledwie czytania i kaligrafowania, do którego czuł pociąg, ponadto jazdy konnej i fechtunku. Większą część czasu spędzał w otaczających rodzinną miejscowość lasach.
W wieku szesnastu lat podjął pracę kancelisty u notariusza, p. Mennessona. Czas wolny spędzał na jeździe konnej i umizgach. W Villers po raz pierwszy się zakochał, w Adeli Dalwin. Pod wpływem przedstawienia Hamleta, odegranego przez wędrowną trupę ze Soissons, założył wraz z przyjacielem Adolfem de Leuven miejscowy teatr, dla którego w latach 1820–1822 napisali kilka sztuk, w tym najbardziej udaną, wodewil z kupletami Major ze Strassburga. Leuven wyjechał potem do Paryża, a Adela wyszła za mąż.

### Pierwsze kroki w Paryżu
Osamotniony Dumas wyruszył w 1823 roku, w ślad za swym przyjacielem, do stolicy. Dzięki znajomemu ojca, generałowi Foyowi, dostał pracę w kancelarii księcia Orleańskiego (przyszłego króla Ludwika Filipa). Współpracownikowi, p. Lassagne, zawdzięczał zapoznanie się w pierwszych latach swego pobytu w Paryżu z dziełami francuskiej i zagranicznej literatury klasycznej. Często też i z upodobaniem bywał w teatrze. W czasie jednego z przedstawień poznał krytyka Charles’a Nodiera, który miał mu w przyszłości pomóc w debiucie teatralnym. Wspólnie z Leuvenem wystawił w Ambigu jednoaktowy wodewil Łowy i miłość, na którym zarobił 300 franków, trzymiesięczną pensję, jaką zarabiał w kancelarii. Zamieszkał wtedy przy placu des Italiens ze szwaczką Katarzyną Labay, która 27 lipca 1824 roku urodziła ich syna Aleksandra. Dzięki podwyżce w kancelarii sprowadził do Paryża matkę i wynajął dla niej osobne mieszkanie.

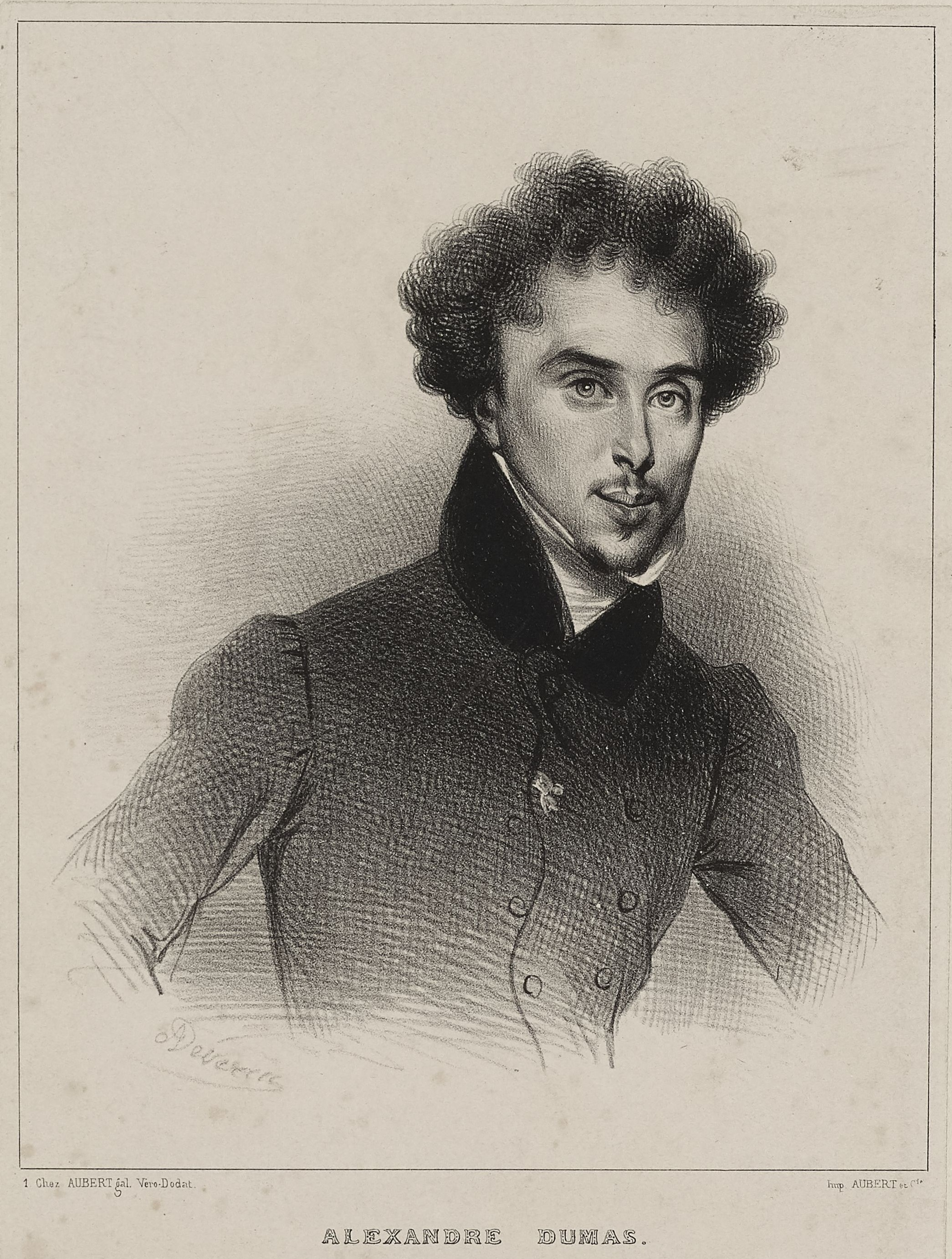
Aleksander Dumas w 1832 roku.

Pod wpływem występu aktorów angielskich, wystawiających w Paryżu Szekspira, postanowił podjąć temat historyczny – zamordowania z rozkazu królowej Krystyny szwedzkiej Giovanniego Monaldeschiego w 1657 roku. Po napisaniu sztuki, dzięki poparciu Nodiera, sztuka została przyjęta przez dyrektora Teatru Francuskiego. Ostatecznie jednak utrąciła jej wystawienie gwiazda tamtejszej sceny, panna Mars. W Teatrze Francuskim zagrano Krystynę Souliégo. Niezrażony niepowodzeniem Dumas w dwa miesiące napisał kolejny dramat historyczny o ukaraniu przez księcia de Guise zdradzającej go żony, zatytułowany Henryk III i jego dwór. Sztuka, która miała premierę 11 lutego 1829 roku, odniosła ogromny sukces i była grana 38 razy. Stała się ważnym wydarzeniem w ówczesnej wojnie romantyków z klasykami.
Chcąc mieć wolne ręce, Dumas zrezygnował z pracy kancelisty i wziął kredyt w wysokości 3000 franków, stanowiący równowartość jego dwuletniej pensji. Dochody z Henryka III, wydanego w formie książkowej, dwukrotnie przekroczyły tę sumę. Po sukcesie Henryka III Dumas stał się ozdobą salonu literackiego Nodiera. Potężnie zbudowany, obwieszony klejnotami i błyskotkami, przy tym świetny gawędziarz, choć nieco chełpliwy, przyciągał uwagę gości. Na jednym ze spotkań poznał córkę uczonego Villaneve’a – Melanię Waldor, żonę kapitana piechoty, stacjonującego poza Paryżem. Dumas przypuścił szturm do jej serca. Po trzech miesiącach uległa. Za zarobione pieniądze Dumas wynajął wówczas domek w Passy dla Katarzyny Labay i swego syna, a dla siebie i Melanii mieszkanie przy ulicy l’Université.
Na prośbę Feliksa Harela, dyrektora teatru Odeon, Dumas dokonał poprawek swojej Krystyny i sztuka została wystawiona 30 marca 1830 roku. Krystyna nie dorównywała Henrykowi III – mieszała rodzaje literackie, a ponadto była napisana wierszem, który nie był mocną stroną Dumasa. Jednakże na przyjęciu po premierze, przyjaciele – Hugo i de Vigny dokonali koniecznych poprawek i drugie przedstawienie zostało przyjęte z entuzjazmem. Po przedstawieniu Dumas poznał Marię Dorval, swą kolejną kochankę.
W następnych miesiącach Dumas uniemożliwił mężowi Melanii przyjazd do Paryża, pisał do niej płomienne listy i jednocześnie zdradzał z Marią Dorval, Luizą Despteux i Wirginią Bourbier. Pisał w tym czasie kolejną sztukę Antony’ego, dramat już nie historyczny, lecz współczesny, w którym wprowadził na scenę wiarołomną żonę, wzorowaną na Melanii Waldor postać, która na wiele dziesięcioleci zadomowi się na scenie XIX-wiecznego teatru. W maju zjawiła się w Paryżu Bella Krelsamer, która w następnych miesiącach wyprze z życia artysty nie tylko drobniejsze miłostki, lecz i Melanię Waldor.

### Dramaturg

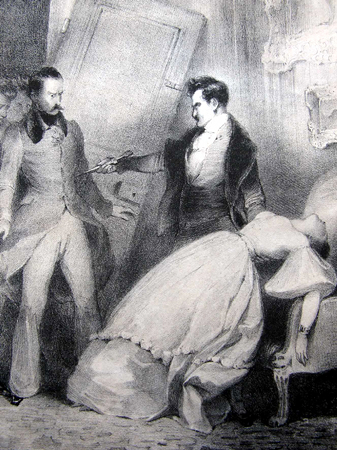
Scena z „Antony’ego” A. Dumasa

Na wieść o wybuchu rewolucji lipcowej Dumas przywdział strój republikański. Bił się na barykadach, a gdy rewolucjonistom zabrakło prochu, udał się, za zgodą generała La Fayette’a, do Soissons i sprowadził stamtąd potrzebne zapasy. Próbował potem organizować gwardię narodową w Wandei, ale bez powodzenia. Miał nadzieję za swe zasługi otrzymać tekę ministra, gdy król ją rozwiał, powrócił do teatru. Na prośbę Harela i panny George napisał w tydzień dla teatru Odeon Napoleona Bonaparte. Sztuka nie odniosła sukcesu. Tymczasem wskutek zniesienia cenzury Teatr Francuski rozpoczął próby Antony’ego. Po raz kolejny panna Mars, której sztuka nie odpowiadała, doprowadziła w przeddzień premiery do odsunięcia daty wystawienia sztuki i jej zmarginalizowania. Dumas wycofał dramat i przekazał teatrowi Porte-Saint-Martin. Główną rolę kobiecą zagrała Maria Dorval. Sztuka miała premierę 3 maja 1831 roku i odniosła oszałamiający sukces. Była grana 130 razy w Paryżu i przez lata na prowincji. Krytycy uznali sztukę za spełnienie ideału miłości romantycznej, a Dumasa za najwybitniejszego dramaturga swego pokolenia. Francuzi nosili się na wzór Antony’ego, a Francuzki na wzór Adeli, głównej bohaterki dramatu.
W tym czasie w życiu prywatnym pisarza doszło do poważnych napięć. Bella Krelsamer w marcu 1831 roku urodziła ich córkę Marię Aleksandrę. Melania Waldor robiła sceny zazdrości, pisała listy, nachodziła Bellę, wreszcie uspokoiła się – była również pisarką i poetką, więc potrzebowała pomocy Dumasa. Bella zażądała od Dumasa uznania córki, co również skłoniło pisarza do podjęcia spóźnionych działań dla uznania syna Aleksandra. 17 marca uzyskał akt uznania syna, przekazujący mu władzę rodzicielską nad chłopcem. Matka, mimo walki, musiała ulec. Młody Aleksander stawił wszakże opór, nie uznał prawa kochanki ojca do kierowania swoim życiem i Dumas, zrezygnowany, ostatecznie umieścił go w internacie.
Kolejną sztukę pisarza, Karola VII u swych wielkich wasali, która miała swą premierę 20 października 1831 roku w Odeonie, publiczność przyjęła raczej chłodno. Historia o kobiecie zakochanej w mężczyźnie, który jej nie kocha, polecającej zabić go mężczyźnie, zakochanemu w niej, którego z kolei ona nie kocha, nie porwała publiczności. W dodatku główną rolę kobiecą – napisaną dla eterycznej Marii Dorval – zagrała potężna panna George. Tymczasem Prosper Goubaux i Jakub Beudin przynieśli Dumasowi szkic dramatu Ryszard Darlington, dla którego nie umieli znaleźć zakończenia. Dumas przerobił postać głównego bohatera dla Fryderyka Lemaitre’a, który świetnie wypadał w rolach cynicznych i bezwzględnych bohaterów, a żony Ryszarda pozbył się ostatecznie, wyrzucając ją przez okno. Sztuka została entuzjastycznie przyjęta przez publiczność.
Jeszcze była grana, a już przyniesiono Dumasowi szkic sztuki wytwórcy melodramatów, Aniceta Bourgeois, zatytułowanej Teresa. Szkic niezbyt się Dumasowi podobał z wyjątkiem drugoplanowej roli kobiecej, do której Bocage zaproponował Idę Ferrier. Ida zdobyła w sztuce duże powodzenie, a Dumas tak się aktorką zachwycił, że została jego kochanką. Bella Krelsamer była wtedy na występach na prowincji. Po jej powrocie doszło do awantur między obiema kobietami.
Kiedy nadszedł karnawał, Bocage namówił Dumasa do wydania balu. Dumas wynajął w tym celu obszerne mieszkanie, które przyozdobili najlepsi ówcześni malarze. Na balu zjawili się najwybitniejsi pisarze, malarze i aktorzy, a także przedstawiciele świata polityki, łącznie ponad 400 osób. Nazajutrz prasa podkreślała, że nikt w Paryżu nie byłby w stanie wydać takiego balu poza Dumasem.
Tymczasem Harel przedłożył pisarzowi sztukę Fryderyka Gaillardeta Portret z Saint-Martin, poprawioną przez Juliusza Janina, ale nadal nie nadającą się do wystawienia. Dumas dodał wstęp, scenę w więzieniu, cięte dialogi i uwypuklił esencję dramatu, którą stanowi walka między awanturnikiem Buridanem, uzbrojonym w potęgę swego geniuszu, a królową Małgorzatą Burgundzką, wyposażoną w potęgę swego stanowiska. Sztuka pod tytułem Wieża Nesle miała premierę 29 maja 1832 roku. W rolach głównych protagonistów wystąpili panna Georges i Bocage. Sukces sztuki był ogromny.
W latach 1832–1833 Dumasowi udawało się dzielić życie pomiędzy Bellę i Idę. W pierwszym roku mieszkał z jedną, następnego przeniósł się do drugiej. Pokojową koegzystencję ułatwiał fakt, że obydwie były aktorkami, a on lansował zarówno jedną, jak i drugą. W 1832 roku pewne powodzenie miała Aniela Dumasa. Jeszcze w tym samym roku dramaturg, oskarżony o udział w republikańskiej demonstracji, z ostrożności udał się na kilka miesięcy do Szwajcarii. Owocem pobytu były dwa tomy Wrażeń z podróży, które ukazały się w Revue de Deux Mondes. Pisarz wprawiał się również w tym czasie w pisaniu opowiadań historycznych.
W 1833 roku Ida zagrała w Katarzynie Howard. Sztuka zaszkodziła Marii Tudor Wiktora Hugo oraz lansowanej przez niego aktorce i kochance, Julii Drouet. W odwecie, zaprzyjaźniony z Hugo dziennikarz, Granier de Cassagnac napisał paszkwil na Dumasa. Żyjący dotąd w zgodzie autorzy pokłócili się ze sobą. Jakiś czas potem Dumas poprosił Hugo na sekundanta w pojedynku i tym samym załagodził spór.
W 1835 roku pisarz wyjechał do Włoch, skąd przywiózł trzy dramaty, przekład Boskiej komedii i kolejny tom Wrażeń z podróży. W Lyonie, w drodze powrotnej, uwodził bez powodzenia Hiacyntę Meynier. Rok 1836 przyniósł mu kolejny triumf: dramat Kean albo Nieład i Geniusz, utwór opowiadający o tragicznie zmarłym, wybitnym aktorze angielskim. Szkic utworu, pióra Théaulona i Courcy’ego, Fryderyk Lemaître, niezadowolony z tekstu, przyniósł Dumasowi, który rozbudował akcję i zmienił dialogi. Premiera miała miejsce w teatrze Varieté. W 1836 roku Hugo i Dumas zostali odznaczeni orderem Legii Honorowej. Odtąd pisarz z upodobaniem paradował przyozdobiony licznymi odznaczeniami, które wypraszał lub kupował w trakcie swych licznych podróży.
1 sierpnia 1836 roku zmarła matka artysty. Po jej śmierci Dumas zamieszkał już na stałe z Idą Ferrier, która patrzyła przez palce na jego miłostki. On z kolei w zamian utrzymywał ją po królewsku, zabierał we wszystkie swoje podróże, a w 1837 roku zapewnił jej stanowisko pierwszej amantki w Komedii Francuskiej, w zamian za dwie sztuki napisane specjalnie dla tej sceny. Ida zadebiutowała na scenie tego teatru rolą w Kaliguli Dumasa, który mimo skomplikowanej intrygi, zebrał dobre recenzje.

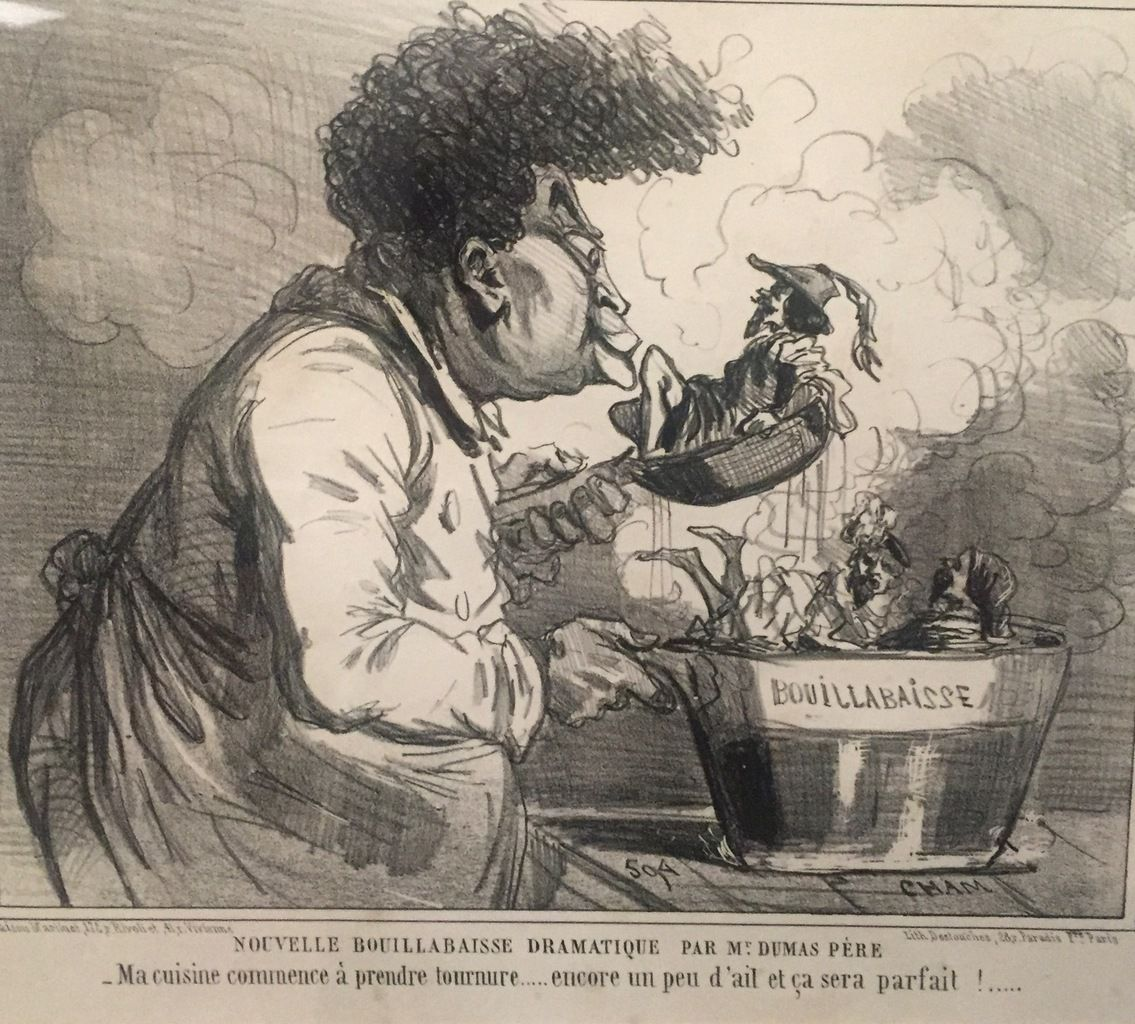
A. Dumas wygotowujący swoje opowieści. Karykatura.

W tym samym roku, pogodzeni już ze sobą Hugo i Dumas podjęli starania o otwarcie w Paryżu nowego teatru, którego dyrektorem mianowali Antenora Joly’ego. Na scenie nowego teatru, nazwanego Rennaisance, Dumas wystawił w 1838 roku Alchemika, napisanego do spółki z Gerardem de Nerval. Już wcześniej obydwaj autorzy napisali wspólnie komedię Piquillo dla Jenny Colon, w której Nerval był zakochany, a równocześnie z Alchemikiem pisali Leo Burckarta, którego ostatecznie podpisał sam Nerval. Główną rolę w Alchemiku zagrała Ida Ferrier, którą Dumas poślubił 1 lutego 1840 roku. Według anegdoty, zrobił to na wyraźne życzenie księcia Orleańskiego. Przeciw małżeństwu gwałtownie zaprotestowała Melania Waldor, a Bella Krelsamer wniosła skargę do sądu o oddanie jej córki.
Wobec niepowodzenia swych ostatnich dramatów, Dumas postanowił spróbować sił w komedii i w 1839 roku wystawił Pannę de Belle-Isle. Akcja sztuki, rozgrywającej się w XVIII wieku, toczy się wokół zakładu księcia de Richelieu, zdobywcy serc niewieścich, że do wieczora zostanie kochankiem pierwszej kobiety, która wejdzie do salonu. Komedia wystawiona w Teatrze Francuskim zrobiła furorę i spotkała się z przychylną oceną krytyków. Zachęcony powodzeniem artysta wystawił w 1841 roku kolejną komedię Małżeństwo z czasów Ludwika XVI, historię małżonków, którzy rozstawszy się, uznają swój błąd, porzucają swoich kochanków i ponownie się schodzą. Kolejna komedia: Panny de Saint-Cyr nie miała już takiego powodzenia. Zachęcony nominacją Wiktora Hugo, Dumas starał się w tym czasie, bez powodzenia, o przyjęcie do Akademii Francuskiej.
W tym czasie zamieszkał z Dumasem jego syn, Aleksander. Brał przez pewien czas udział w jego swawolnym i nieuporządkowanym życiu, wreszcie, nie mogąc znieść pani Dumas, wyjechał do Marsylii. Tymczasem małżeństwo Dumasów załamało się. Ida, która zdradziła Dumasa zaraz po ślubie, jakiś czas potem uwiodła we Florencji księcia Villafranca Edoardo Alliata i od 1840 roku spędzała u niego kilka miesięcy w roku. W 1844 roku Dumasowie zdecydowali się na rozstanie.

### Powieściopisarz
Renesans powieści historycznej zapoczątkowany przez Waltera Scotta i zapotrzebowanie na ten typ literatury we Francji po upadku Napoleona, za panowania którego Francuzi zetknęli się osobiście z wielką historią, pchnęło francuskich pisarzy ku powieści historycznej. Dumas, który nie był ani erudytą, ani badaczem, zajął się powieścią historyczną dzięki swym współpracownikom. Przyjaciel Nervala, z którym Dumas współpracował pod koniec lat 30. – August Maquet – przyniósł mu sztukę, która po poprawkach Dumasa, została wystawiona w 1839 roku jako Batylda, pod nazwiskiem Maqueta. Rok później Maquet przyniósł Dumasowi szkic powieści Poczciwina Buvat, historię spisku ambasadora Hiszpanii, Cellamare’a, który za spiskowanie przeciw regentowi został wydalony z Francji, oglądaną oczyma skromnego kopisty, niewiele rozumiejącego z zachodzących zdarzeń.
Koniunkturę na powieść rozkręciły we Francji dwa dzienniki: La Presse i Le Siécle, które utrzymywały się dzięki prenumeracie. Najlepszym sposobem na utrzymanie prenumeratorów okazała się powieść w odcinkach. Dumas już w 1838 roku opublikował w Le Siécle powieść Kapitan Paweł, która dała gazecie 5 tysięcy prenumeratorów. Przyniesiony przez Maqueta szkic, po przeróbkach Dumasa, został złożony w 1842 roku w Le Siécle pod tytułem Kawaler d’Harmental. Dumas chciał, żeby jako autorzy zostali wymienieni on i Maquet. Redakcja odpowiedziała jednak, że za nazwisko Dumasa płaci 3 franki od wiersza, a za obydwa nazwiska, dziesięciokrotnie mniej – 30 su. Ostatecznie więc powieść ukazała się pod nazwiskiem Dumasa. Jej powodzenie było ogromne i pchnęło dwójkę autorów do dalszych prób powieściowych.

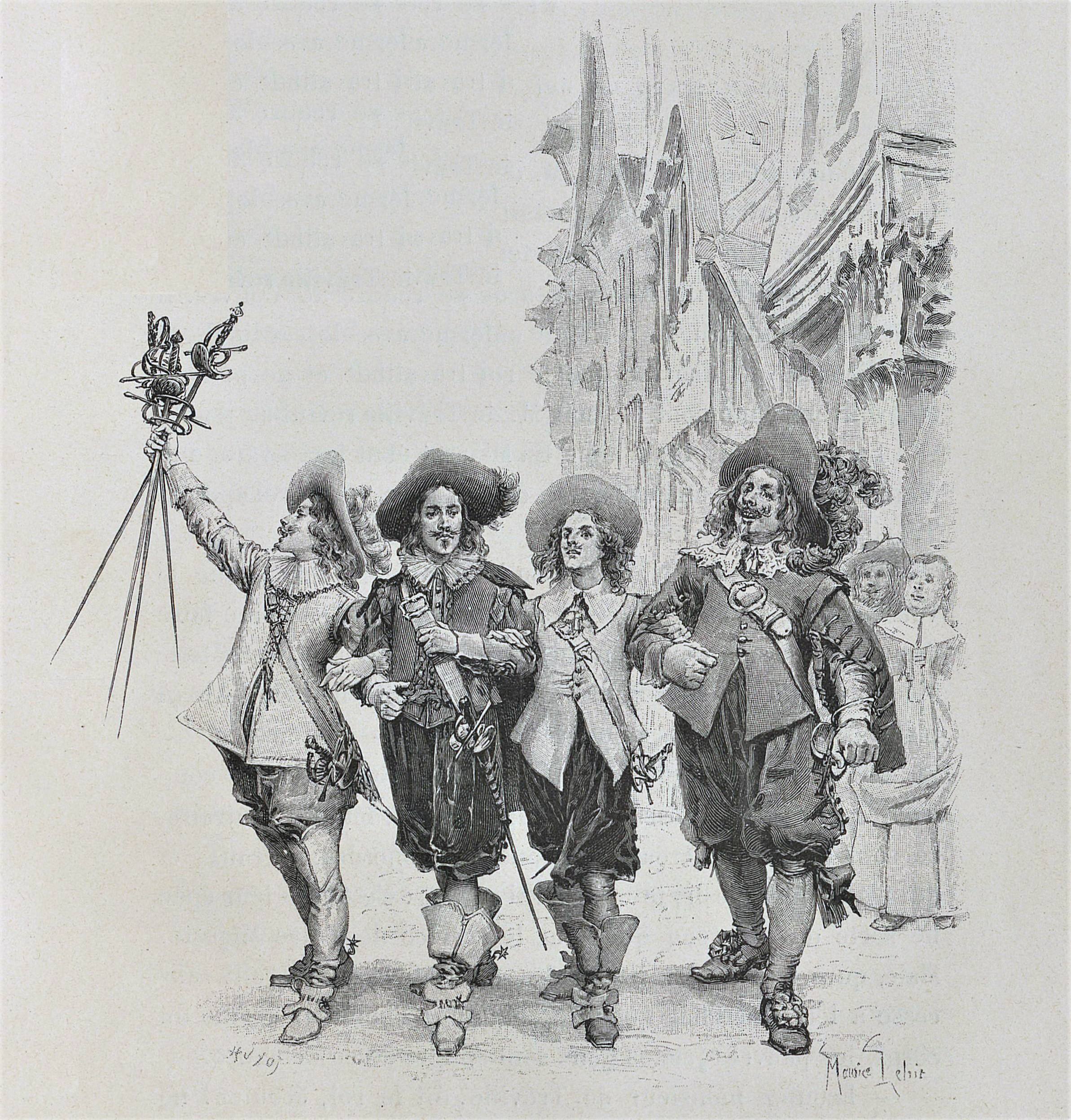
Trzej muszkieterowie Dumasa. Ilustracja M. Leloira

Nie ma zgody co do tego, kto pierwszy, Maquet czy Dumas, odkrył „Pamiętniki pana d’Artagnan, kapitana-porucznika pierwszej kompanii muszkieterów Jego Królewskiej Mości”, apokryf Gatiena de Courtilza, wydany w Kolonii w 1700 roku. Niewątpliwie natomiast, liczne epizody powieści, a także nazwiska – lekko zmienione – zostały zapożyczone od Courtilza. Maquet i Dumas dodali epizody z panią Bonacieux i Milady de Winter. Maquet opracował jak zwykle brulion powieści: dokonał kwerendy źródeł historycznych i zadbał o tło historyczne opisywanych wydarzeń. Dumas dorzucił tysiące szczegółów ożywiających tekst, dopisał dialogi, opracował zakończenia rozdziałów i rozciągnął je dostosowując do potrzeb prasy. Wprowadził też nowe postaci, między innymi milczka Grimauda, za którego krótkie wypowiedzi otrzymywał najefektywniejsze wierszówki, do czasu, gdy gazeta wprowadziła zapis, że wiersz musi przekraczać szerokość połowy kolumny. Książka odniosła niezwykły sukces. Dumas zmienił niezbyt sympatycznych awanturników z pamiętnika Courtilza, w postaci legendarne, “żywego ducha Francji”.
Dumas traktował historyczne fakty bez ceregieli. Ilekroć trzeba było dać żywą scenę pisał ją jak scenę dla teatru. Zręcznie dozował efekty zaskoczenia, grozy i komizmu. Jego postaci – strojne, barwne, nieco karykaturalne, dawały złudzenie życia. Postaci historyczne przedstawiał w sposób stronniczy, kochał swych bohaterów albo nienawidził.
Trzej muszkieterowie ukazali się w 1844 roku. Rok później wyszła, osnuta wokół wydarzeń Frondy i rewolucji angielskiej, kontynuacja przygód walecznych muszkieterów: Dwadzieścia lat później. W tym samym, 1845 roku, Dumas zainicjował jeszcze jedną trylogię, tym razem z czasów panowania ostatnich Walezjuszów, powieść Królowa Margot, opowiadającą o walce pomiędzy Katarzyną Medycejską a Henrykiem Nawarskim. W tym samym roku ukazał się jeszcze Kawaler Maison-Rouge – historia miłosna osnuta wokół wydarzeń rewolucji francuskiej.
Powodzenie Dumasa zrodziło falę krytyki. Loménie zarzucał mu industrializm. Mirecourt napisał pamflet: Fabryka powieści. Firma Aleksander Dumas i spółka, w której ujawniał prawdziwych autorów sztuk i powieści Dumasa, w ordynarny sposób atakując autora i jego rodzinę.
Po wyprowadzeniu się Idy ojciec i syn zamieszkali znowu razem. W 1846 roku wybrali się w podróż do Hiszpanii Algierii. Rząd szukał wówczas sposobu, by zainteresować Francuzów swą północnoafrykańską kolonią. Ktoś doradził ministrowi oświaty, by sfinansować Dumasowi podróż do Algierii i zobowiązać go, by po powrocie napisał wspomnienia z podróży.
Dumas znajdował się u szczytu swej kariery. Rządy traktowały go jak panującego. Jego powieści sprzedawały się znakomicie. W 1846 roku wydał kontynuację trylogii Walezjuszów: Panią de Monsoreau” – zajmującą kronikę panowania Henryka III oraz Józefa Balsamo inicjującego kolejny cykl, zatytułowany Pamiętniki lekarza, opisujący zmierzch i upadek monarchii francuskiej w XVIII wieku. Przerabiał zresztą swe powieści na scenę. Na Muszkieterów, wystawianych w Ambigu i trwających od siódmej wieczorem do pierwszej w nocy, ściągały tłumy, a w dramacie nie było ani jednej sceny miłosnej.

### Monte Christo
W 1842 roku podczas podróży po Włoszech, Dumas zobaczył niewielką wysepkę nazywającą się Monte Christo. Nazwa ta zachwyciła go. W następnym roku podpisał kontrakt na osiem tomów zatytułowanych Wrażenia z podróży po Paryżu. Po sukcesie Tajemnic Paryża wydawcy nalegali, by była to powieść przygodowa. Dumas sięgnął po Wspomnienia wydobyte z archiwów paryskiej policji Jakuba Peucheta, do rozdziału opowiadającego o losach paryskiego szewca Picauda. Zadenuncjowany przez zawistnych rywali, na kilka dni przed ślubem, trafia do więzienia, z którego wychodzi po siedmiu latach i pod przybranymi tożsamościami zabija swoich trzech krzywdzicieli, po czym sam ginie.
Temat był jak stworzony dla Dumasa. Jego bohater mścił się, wymierzając sprawiedliwość. Dumas nosił w swoim sercu tajone urazy do społeczeństwa w ogóle i do kilku wrogów w szczególności. Jego ojciec był ofiarą Napoleona, jego samego nagabywali wierzyciele i pismacy. Pod wpływem rozmowy z Maquetem, pisarz zdecydował się rozwinąć pierwsze człony powieści dając tym częściom tytuły: Marsylia i Rzym. Jego Dantès będzie nieubłaganym mścicielem, ale nie będzie zdziczałym mordercą. Chcąc rozjaśnić mrok powieści Dumas dodał głównemu bohaterowi wschodnią kochankę Haydée, z którą odpływa na końcu powieści w siną dal, skojarzywszy najpierw małżeństwo syna przyjaciela.

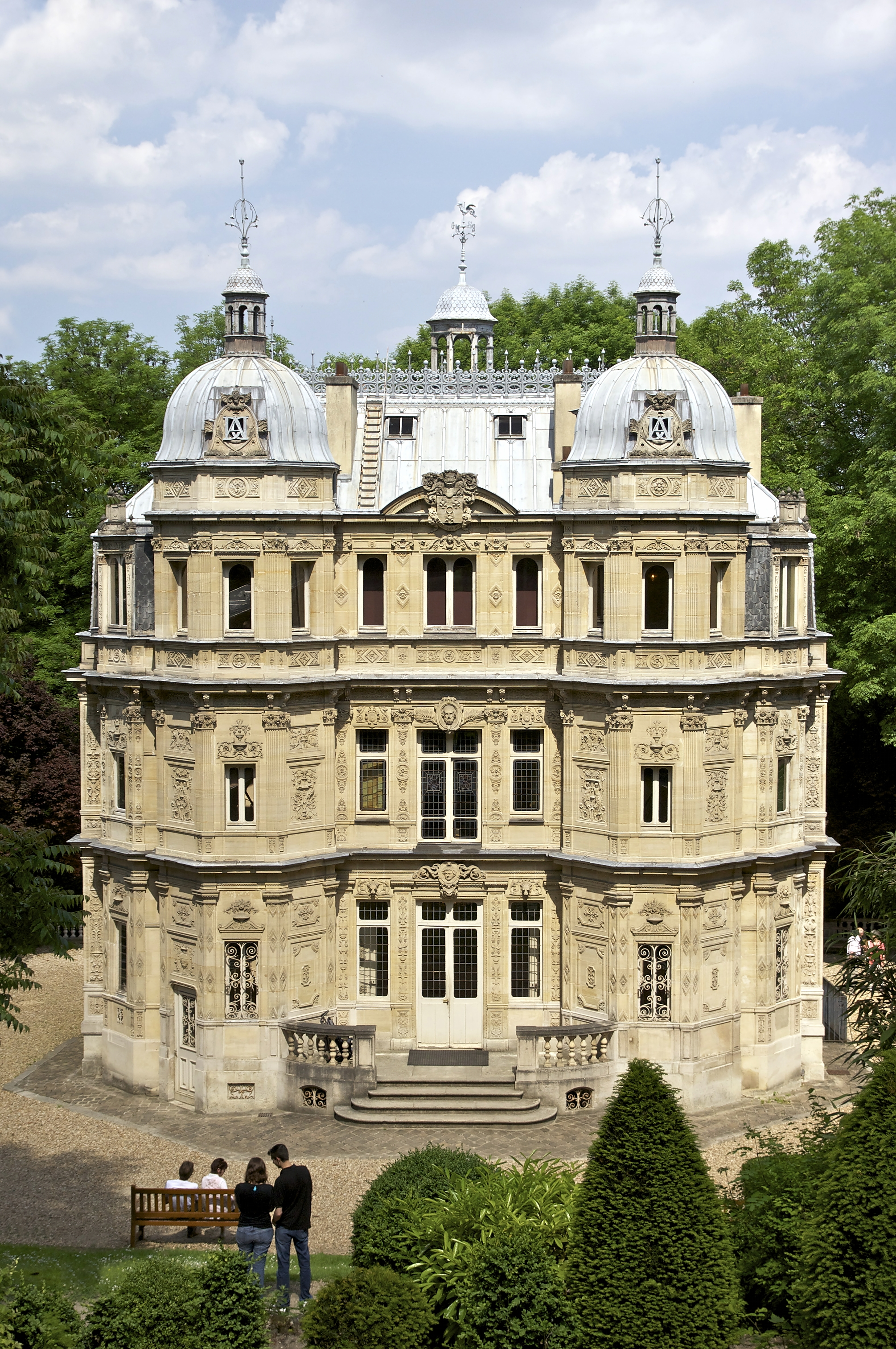
„Zamek” Monte Christo

Sukces powieści wydanej w latach 1845–1846 przeszedł najśmielsze oczekiwania. Dumas, który nigdy nie potrafił oddzielić życia od powieściowej fikcji, sam poczuł się nababem i powziął plan zbudowania zamku Monte Christo. Jeszcze w 1843 roku wynajął willę Medici w Saint-Germain-en-Laye i otworzył tam teatr. Sprowadził aktorów, utrzymywał ich i karmił, gwarantował gaże, topiąc w tym przedsięwzięciu majątek dla zabawy. Po sukcesie Hrabiego Monte Christo kupił kawałek lasu w Bongival, przy szosie do Saint-Germain. Las został przekształcony w angielski park. Przy kutej, żelaznej bramie stanęły dwa pawilony dla służby w stylu Waltera Scotta. W środku parku został wzniesiony “zamek” – licząca cztery kondygnacje rezydencja, otoczona fryzem z rzeźbionych głów geniuszów od Homera do Dumasa. Nad gankiem artysta kazał umieścić dewizę: “Kocham tego, który mnie kocha”. Z fasady wyrastał minaret. Parter zajmował salon w stylu Ludwika XIV, kolejne kondygnacje to pokoje dla gości. Dwieście metrów od zamku została wybudowana miniaturowa, gotycka wieża. Całe przedsięwzięcie kosztowało pisarza około 500 tysięcy franków. Na otwarcie swojej nowej siedziby w dniu 25 lipca 1848 roku Dumas zaprosił 600 przyjaciół.
Sam Dumas zajął w zamku małą izdebkę z żelaznym łóżkiem i drewnianym stołem, przy którym pracował od rana do wieczora. Pisał i wydawał w tych latach nadal sporo: Dwie Diany (1846–1847), powieść z czasów Walezjuszów; Czterdziestu pięciu (1847-1848), ostatnią część trylogii z czasów dynastii Walezjuszów, w której Diana de Monsoreau mści się na księciu Andegaweńskim za śmierć kochanka; Wicehrabiego de Bragelonne (1848–1850), trzecią część cyklu o muszkieterach opartą na Pamiętnikach księżnej La Fayette. Poza tym przyjmował każdego, kto się zjawił. Goście zamieszkujący “zamek”, których często nawet nie znał, kosztowali go kilkaset tysięcy franków rocznie. Kobiety zmieniały się teraz bardzo szybko: najpierw Ludwika Beaudoin, potem Celesta Scrivaneck – „sułtanka 1848 roku”.
21 lutego 1847 roku Dumas otworzył własny teatr, który nazwał Teatrem Historycznym. Inicjujący działalność teatru spektakl Królowa Margot trwał dziewięć godzin. Przed budynkiem w dniu premiery zebrał się dziesięciotysięczny tłum gapiów. Premierę zaszczycił swą obecnością książę de Montpensier. Rolę królowej matki zagrała Beatrycze Person, ówczesna faworyta pisarza. Po Królowej Margot Dumas wystawił Hamleta, z własnym, szczęśliwym, zakończeniem. Pierwszy sezon Teatru Historycznego przyniósł 707.905 franków dochodu. Drugi rozpoczął się sukcesem Kawalera de Maison Rouge. 7 lutego 1848 roku teatr wprowadził nowość, sztukę graną przez dwa wieczory: Monte Christo. Również ta sztuka miała znakomitą frekwencję do 24 lutego, dnia wybuchu rewolucji 1848 roku.

### Wygnaniec

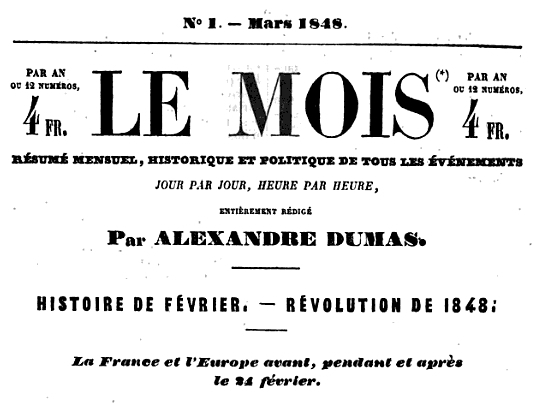
Strona tytułowa miesięcznika „Le Mois” redagowanego przez A. Dumasa w latach 1848–1850

Sale teatrów opustoszały. Dumas próbował zająć się polityką. Wystartował bez powodzenia w wyborach do Izby Deputowanych z departamentu Yonne. Kasa Teatru Historycznego świeciła pustkami, natomiast pisarz zamawiał kolejne sztuki i angażował nowych aktorów. Rezydencja Monte Christo została zajęta za długi wynoszące ponad 230 tysięcy franków. Z pozwem o zwrot posagu w wysokości 100 tysięcy franków wystąpiła też Ida Ferrier. Trybunał orzekł separację dóbr małżeńskich i zobowiązał Dumasa do zwrotu posagu w kwocie 120 tysięcy franków i do płacenia alimentów w wysokości 6 tysięcy franków rocznie. Chcąc ratować swą posiadłość Dumas wystawił ją na fikcyjną sprzedaż. Pisarz, choć zrujnowany, nadal był bardzo szczodry. Wspomagał pozostających bez pracy aktorów. Zorganizował pogrzeb Marii Dorval za zaniesione do lombardu wszystkie swoje medale i odznaczenia. W hołdzie aktorce wydał broszurkę: Ostatni rok Marii Dorval. Na początku 1849 roku wystawił Trzy antrakty do «Miłości lekarzem» Moliera. Sztuka została wygwizdana przez publiczność. Nadal sporo pisał. W 1849 roku wydał drugą część cyklu Pamiętniki lekarza, zatytułowaną Naszyjnik królowej, w 1850: Czarnego tulipana, a w 1851: Anioła Pitou – trzecią część Pamiętników lekarza.
W 1851 roku, po przewrocie politycznym i objęciu władzy przez Napoleona III, Dumas wraz z innymi pisarzami udał się na emigrację do Belgii. Zapewne również po to, by umknąć wierzycielom. Ponieważ sam nie był wygnańcem politycznym, co jakiś czas pojawiał się na krótko w Paryżu, gdzie zostawił aktualną wybrankę serca, Izabellę Constant, zwaną “Zirzabellą”. W styczniu 1852 roku sprzedano wyposażenie jego paryskiego mieszkania na pokrycie komornego. 20 stycznia ogłoszono upadłość pisarza. Choć długi Teatru Historycznego oddzielono od długów osobistych, pasywa wyniosły 107 215 franków. Na liście wierzycieli ogłoszonej w kwietniu 1853 roku znalazły się 153 osoby.
W Brukseli Dumas, chociaż bez kapitałów, wynajął dwa domy, kazał wyrzucić wewnętrzne ściany i stworzył sobie piękny pałacyk z bramą wjazdową i balkonem. Na sekretarza przyjął wygnańca Noëla Parfaita, który wziął interesy pryncypała w swoje ręce, zajął się też przepisywaniem powieści, wspomnień i komedii, które Dumas tworzył w takim tempie, że zawodowi kopiści nie mogli za nim nadążyć. Dumas dla zaoszczędzenia sobie czasu, nie stawiał znaków przestankowych.
Parfait egzekwował dawne należności. Dzięki nowemu intendentowi sytuacja Dumasa się poprawiła: mógł prowadzić wystawne życie i podejmować wygnańców obiadami. Pisarz snuł w tym czasie projekt napisania cyklu powieści od czasów Jezusa do współczesności. Jego sytuację osobistą dodatkowo komplikowały przygody z kobietami. Sprowadził do Belgii swą córkę Marię, w której chciał mieć pomocnicę przy miłosnych manewrach pomiędzy paniami Guidi, Person i Constant. Maria jednak albo nie potrafiła, albo nie chciała kryć ojcowskiej niestałości, narażając pisarza na liczne nieporozumienia.
Swoje powieści (między innymi kolejny tom Pamiętników lekarza: Hrabinę de Charny) drukował jedne w Paryżu, inne w Brukseli. Sztuki wystawiał pod przybranym nazwiskiem, żeby otrzymywać za nie honorarium. 1 kwietnia 1852 roku został wystawiony Benvenuto Cellini, przerobiony z powieści Ascanio. Główną rolę zagrała w nim Izabella Constant. W Brukseli Dumas zaczął też pisać swoje pamiętniki.
Pod koniec 1852 roku grupka wygnańców rozproszyła się. Hugo wyjechał na Jersey – Dumas odprowadził go na statek. Na początku 1853 roku podpisano ugodę w sprawie upadłości Teatru Historycznego. Pisarz dostał 55%, a wierzyciele 45% majątku.

### Muszkieter

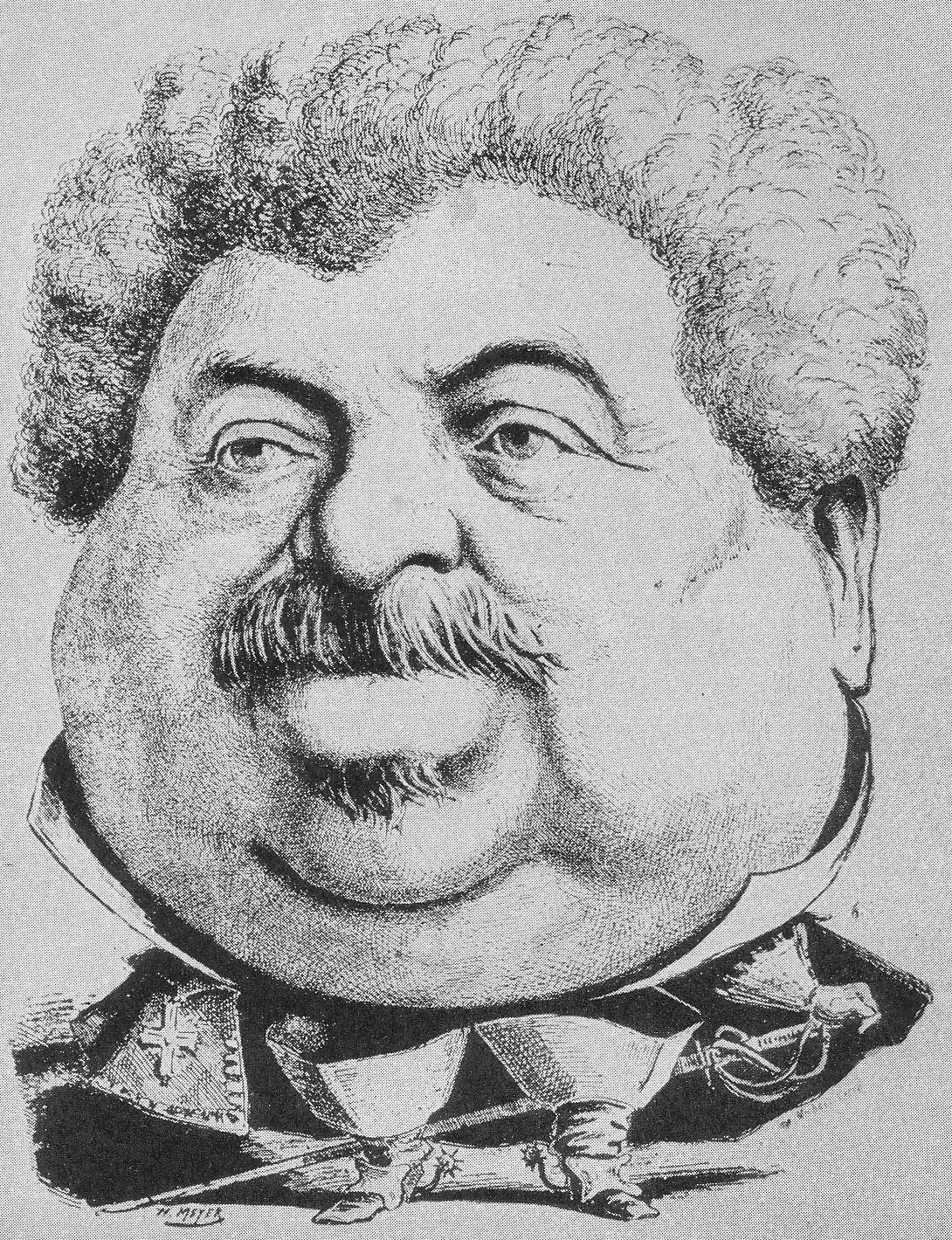
Aleksander Dumas – gigant. Karykatura Henriego Meyera

Powróciwszy do Paryża założył dziennik wieczorny „Muszkieter”. W pierwszym numerze zapowiedział druk 50 tomów swoich pamiętników. Oprócz pamiętników, które stały się główną pozycją każdego numeru, drukował w piśmie również Mohikanów paryskich, Towarzyszy Jehudy, serię Wielkich ludzi w szlafroku. Początkowo dziennik miał takie powodzenie, że wpływowi wydawcy: Millaud i Villemessant proponowali Dumasowi odkupienie tytułu. Pisarz jednak odmówił. Wkrótce nastąpił krach „Muszkietera”. Najpierw zaczęli znikać nieopłacani współpracownicy, potem coraz bardziej spadała liczba abonentów, znużonych jednorodnością oferty.
Dumas, by się pocieszyć, dużo w tym czasie bywał. Widywano go u księżniczki Matyldy, bliskiej kuzynki Napoleona III, która od 1857 roku wzięła pod opiekę również syna pisarza. W 1857 roku zmarła Ida Ferrier. W tym samym roku wyszła za mąż córka pisarza.
W 1858 roku Dumas odbył podróż do Rosji. W tym samym roku Maquet wytoczył mu proces o niedotrzymanie zobowiązań finansowych, który jednak przegrał. Dumas nie dotrzymywał i innych zobowiązań – obiecał wypłacić córce posag w wysokości 120 tysięcy franków i nie zrobił tego. W 1860 roku dostał zaliczkę w wysokości 120 tysięcy franków, na poczet zawartej umowy dotyczącej wydania całości swoich dzieł. Kazał za te pieniądze wybudować sobie w Marsylii dwumasztowiec “Emmę” i wyruszył ze swą nową kochanką Emilią Cordier w podróż na wschód.

### Rewolucjonista
Na wieść o zamierzonym lądowaniu Garibaldiego na Sycylii, przyłączył się do wyprawy i przewiózł część wojsk rewolucyjnych na wyspę. Po zwycięstwie na Sycylii Garibaldi miał zamiar ruszyć na Neapol. Ponieważ zabrakło mu środków finansowych, Dumas zastawił jacht i wszystkie pieniądze, jakimi dysponował, przeznaczył dla rewolucjonistów. 7 września 1860 roku, w czerwonej koszuli, wkroczył wraz z Garibaldim do Neapolu. Biorąc udział w wypędzeniu Burbonów neapolitańskich, brał swoisty odwet na tych, którzy przed laty więzili i doprowadzili do kalectwa jego ojca.
Po zwycięstwie Garibaldi mianował Dumasa dyrektorem starożytności i wyznaczył mu na mieszkanie pałac Chiatamone. Pisarz założył dziennik „Niepodległość” i sam go praktycznie zapełniał, pisząc artykuły wstępne, rozmaitości, wiadomości, długie artykuły historyczne i oczywiście odcinek powieści. Powstały w tym czasie: Historia Burbonów neapolitańskich w 11 tomach, powieść La San Felice, Pamiętniki Garibaldiego. Tymczasem 24 grudnia 1860 roku Emilia powiła mu w Paryżu córeczkę Micelę. Zaangażowawszy się w waśnie i spory polityczne Dumas doczekał się manifestacji, domagającej się opuszczenia przezeń Neapolu.
W październiku 1862 roku zaangażował się w nowy projekt. Ofiarował swój jacht i resztę pieniędzy księciu Skanderbergowi, prezydentowi junty grecko-albańskiej, na wyprawę przeciw Turkom. Skanderberg okazał się oszustem, który przywłaszczył sobie dar Dumasa. Krótko potem Garibaldi zrzekł się władzy w Neapolu i wyjechał z miasta. Dumas również nie pozostał w Neapolu i powrócił do Paryża. Ukończył La San Felice i Garibaldczyków. Emilia domagała się małżeństwa, on był skłonny jedynie uznać ich córkę.

### Ostatnie lata
Wracając do Paryża, zabrał ze sobą śpiewaczkę, Fanny Gordosę. Zamieszkał najpierw przy ulicy Richelieu, a w 1864 roku wynajął willę „Catinat” w Enghien. Fanny ćwiczyła wokalizy, otoczona tłumem pieczeniarzy, a Dumas pracował na drugim piętrze. Przez Enghien przewinęły się liczne kobiety: Aimée Desclée, Blanche Pierson, Agar – właściwie Leonida Charvin, Estera Guimond i Olimpia Andouard. Matyldzie Schoebel Dumas tłumaczył, że kochanki ma przez humanitaryzm: gdyby miał jedną kobietę, umarłaby przed upływem tygodnia. Po powrocie do Paryża wydawał co czwartek wystawny obiad, do czasu, gdy Fanny przyłapała go in flagranti z kochanką w loży teatralnej i uciekła od niego z resztą jego pieniędzy. Po wyjeździe Fanny przygarnął córki Marię i Micelę.
W 1865 roku Dumas wystawił dwa dramaty: Mohikanów paryskich i Więźnia Bastylii. Jednocześnie drukował jedną ze swych najlepszych powieści La San Felice, której akcja rozgrywa się w Neapolu na początku XIX wieku w czasach Marii Karoliny, Lady Hamilton i Nelsona. Teatr Paryski wznowił też w tym czasie Leśników, jedną z lepszych sztuk pisarza, która miała premierę w Marsylii, w 1858 roku.
W tym samym roku wydawca, Daniel Lévy, przekazał Dumasowi 40 tysięcy franków w złocie na poczet ilustrowanego wydania jego dzieł, ale i te pieniądze pisarz szybko wydał. Mówiono o nim, że dziesięć razy zdobywał majątek, a jedenaście bankrutował. Sam pod koniec życia powiedział, że powinien mieć 200 tysięcy franków rocznej renty, a ma 200 tysięcy długu.
W 1866 roku opuścił Paryż. Odwiedził Neapol, Florencję i Niemcy. Przywiózł z podróży dobrze napisaną powieść Pruski terror, w której przestrzegał przed wrogą niechęcią ze strony Niemiec. Ale potrzeby publiczności były inne i nikt nie chciał brać na serio przestróg starego pisarza.

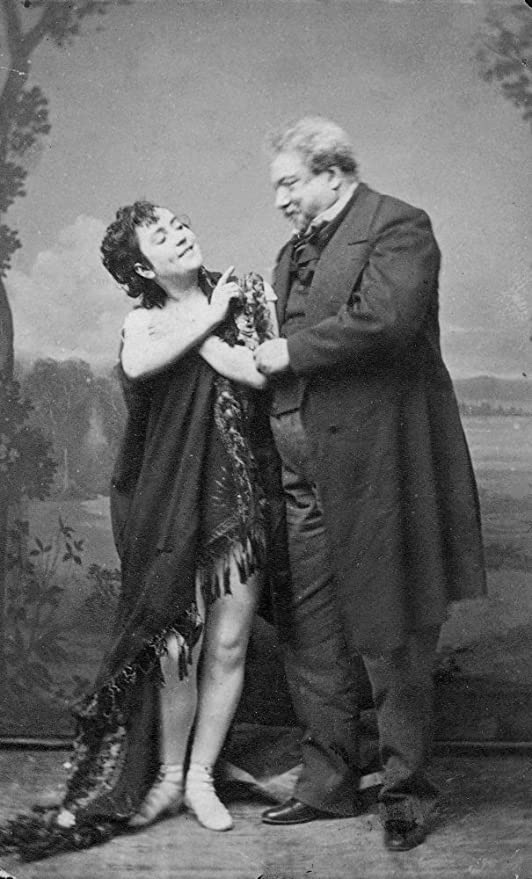
Zdjęcie Aleksandra Dumasa i Ady Menken

Jego długi stale rosły, a na ich poczet sprzedano większość mebli. W 1867 roku poznał Adę Menken, młodą amerykańską woltyżerkę żydowskiego pochodzenia, grającą w Europie z powodzeniem w Mazepie i Piratach z sawanny. Oboje afiszowali się wzajemną miłością, szukając rozgłosu. Dumas pozował z kochanką do zdjęć, które fotograf wystawił do publicznej sprzedaży w zamian za długi. Pociągnęło to za sobą serię ataków na pisarza w prasie. Dumas jednak szalał za swą Amerykanką, nie bacząc na przykrości.
Próbując ratować swoje finanse i znaleźć środki na rozpieszczanie swej nowej wybranki, Dumas założył pismo „D’Artagnan”, które po krótkim czasie upadło. W 1868 roku wyjechał na odczyty do Hawru. Spotkał się tam ze swą córką Micelą i z Adą Menken, poturbowaną po upadku z konia. Artystka zmarła 10 sierpnia. W dwa miesiące później, 22 października, zmarła natomiast Katarzyna Labay, matka jego pierwszego syna, który próbował pożenić rodziców pod koniec ich życia.
Lato 1869 roku Dumas spędził w Bretanii, gdzie pracował nad Słownikiem kuchennym. W marcu następnego roku złożył dzieło u wydawcy. Miało się ukazać już po jego śmierci. Wiosną 1870 roku wyjechał na południe Francji. Był już bardzo słaby i miał nadzieję, że południowe słońce go wzmocni. W Marsylii dowiedział się o wybuchu wojny z Prusami i o pierwszych klęskach armii francuskiej. Pod wpływem tych wiadomości doznał wylewu. Na pół sparaliżowany dowlókł się do Puys, pod Dieppe, gdzie mieszkał jego syn. Wkrótce przestał mówić. Ostatnie miesiące życia spędził w willi syna. Gdy była ładna pogoda wożono go w fotelu na plażę. Zmarł w poniedziałek 5 grudnia 1870 roku, o szóstej po południu. Został pochowany w Neuville-les-Pollet, kilometr od Dieppe. Po wojnie syn kazał przewieźć trumnę do Villers-Cotterêts.
W 2002 na wniosek prezydenta Francji jego ciało przeniesiono do Panteonu w Paryżu.
Dom Alexandre’a Dumasa, Château Monte Cristo, został odrestaurowany i otwarty dla zwiedzających.

## Wybrane książki
- Trylogia o muszkieterach:
  - Trzej muszkieterowie (1844, Les trois mousquetaires, wyd. polskie 1846)
  - Dwadzieścia lat później (1845, Vingt ans après, 1846)
  - Wicehrabia de Bragelonne (1848–1850, Le vicomte de Bragelonne, wyd. polskie 1849)
- Trylogia o Walezjuszach
  - Królowa Margot (1845, La Reine Margot)
  - Pani de Monsoreau (1846, La Dame de Monsoreau)
  - Królewski poseł (1847-1848, Les Quarante-Cinq)
- Pamiętniki lekarza (Mémoires d’un médecin) – cykl powieściowy zawierający następujące części:
  - Józef Balsamo (1846–1848, Joseph Balsamo)
  - Naszyjnik królowej (1849-1850, Le Collier de la Reine)
  - Anioł Pitou (1851, Ange Pitou)
  - Hrabina de Charny (1852–1855, La Comtesse de Charny)
  - Kawaler de Maison-Rouge (1845-1846, Le Chevalier de Maison Rouge)
- Hrabia Monte Christo (1845, Le Comte Monte-Cristo)
- Córka regenta (1845, La Fille de Regent)
- Dwie Diany (1846–1847, Les Deux Diane)
- Biesiada widm (1849)
- Czarny tulipan (1850, La Tulipe noir)
- Towarzysze Jehudy (1857, Les Compagnons de Jehu)
- Wilczyce (1858, Les louves de Machecoul)
- Opowieści o duchach
- Dziadek do orzechów – przeróbka utworu E.T.A. Hoffmanna

## Twórczość
| Rok  | Dramat                                                                         | Proza fabularna | Inne |
| ---- | ------------------------------------------------------------------------------ | --- | --- |
| 1825 | Łowy i miłość                                                                  | | Elegia na śmierć generała Foy |
| 1826 | Wesele i pogrzeb                                                               | Opowiadania współczesne | Canaris |
| 1829 | Henryk III i jego dwór                                                         | | |
| 1830 | Krystyna                                                                       | | Raport dla generała La Fayette o zdobyciu prochu w Soissons |
| 1831 | Napoleon Bonaparte Antony Karol VII u swych wielkich wasali Ryszard Darlington | | |
| 1832 | Teresa Mąż wdowy Wieża Nesle                                                   | | |
| 1833 |                                                                                | | Galia i Francja |
| 1834 | Aniela Katarzyna Howard                                                        | | Wrażenia z podróży (1834-1837) |
| 1835 |                                                                                | | Kroniki Francji. Izabela Bawarska Pamiętniki d’Anthony |
| 1836 | Don Juan de Marana Kean                                                        | | |
| 1837 | Piquillo Kaligula                                                              | Zbrojownia: I. Paulina, II. Pascal Bruno | |
| 1838 | Paul Jones                                                                     | Kapitan Paul | |
| 1839 | Panna z Belle-Isle Alchemik                                                    | Akte Jacques Ortis Kapitan Pamfil | Hrabina Salisbury Nowe wrażenia z podróży. Piętnaście dni na Synaju. Sławne zbrodnie (1839-1841) |
| 1840 |                                                                                | Otton łucznik Mistrz Adam Przygody Johna Davysa W sypialni carów (1840-1841) | Stuartowie Napoleon |
| 1841 | Małżeństwo z czasów Ludwika XVI                                                | Prakseda Don Martin de Freytas Piotr Okrutny | Nowe wrażenia z podróży. Południe Francji Wycieczki nad brzegi Renu Rok we Florencji |
| 1842 | Lorenzino Halifax                                                              | Joanna d’Arc Kawaler d’Harmental | Le Speronare Kapitan Arena |
| 1843 | Panny de Saint-Cyr Louise Bernard                                              | | Le Corricolo La Villa Palmieri Dziewczęta, kobiety i kurtyzany Alchemik w XIX wieku |
| 1844 | Dziedzic Dumbicky                                                              | Ascanio Sylwandira Fernand Trzej muszkieterowie Zamek Eppstein Amaury Cecylia Gabriel Lambert | Ludwik XIV i jego wiek (1844–1845) |
| 1845 | Muszkieterowie                                                                 | Hrabia Monte Christo (1845-1846) Królowa Margot Dwadzieścia lat później Córka Regenta Korsykańscy bracia Kawaler de Maison-Rouge (1845-1846) Historia dziadka do orzechów Polewka księżnej Berty Nanon de Lartigues Pani de Condé Wicehrabina de Cambes Opactwo Peyssac | MedyceuszeMichał Anioł i Rafael |
| 1846 | Córka Regenta                                                                  | Pani de Monsoreau Bastard z Mauléon (1846–1847) Dwie Diany (1846–1847) Pamiętniki lekarza (1846–1848) | |
| 1847 | Królowa Margot Kawaler Maison Rouge Intryga i miłość                           | Czterdziestu pięciu (1847-1848) | Wrażenia z podróży. Z Paryża do Kadyksu. |
| 1848 | Monte Christo Hamlet, książę Danii Katylina                                    | Wicehrabia de Bragelonne (1848–1850) | Le Véloce, ou Tanger, Alger et Tunis (1848-1851) |
| 1849 | Młodość muszkieterów Kobieca wojna Hrabia Hermann                              | Biesiada widm Małżeństwa ojca Olifusa Naszyjnik królowej (1849-1850) | RegencjaLudwik piętnasty Pamiętniki J.-F. Talmy (1849-1850) |
| 1850 | Polowanie na szastra                                                           | Kobieta w aksamitnym naszyjniku Czarny tulipan | Ludwik XVI (1850-1851) Montevideo albo nowa Troja |
| 1851 | Hrabia Morcerf Villefort Obrona Clichy                                         | Brama piekieł Bóg pozwoli Anioł Pitou | Wrażenia z podróży. Szwajcaria |
| 1852 |                                                                                | Świadomość Olimpia de Clèves Hrabina de Charny (1852–1855) | Dramat roku dziewięćdziesiątego trzeciego Historia dwóch stuleci Gil Blas w Kalifornii Ostatni król Pamiętniki (1852–1854)                                                                                |
| 1853 |                                                                                | Izaak Laquedem Pastor z Ashbourn Opowiadania morskie Ingénue Młodość Pierrota | |
| 1854 | Marmurnik Świadomość                                                           | El Salteador Katarzyna Blum Życie i przygody księżniczki Monaco Mohikanie paryscy (1854–1855) | Życie artysty Szafir, kamień szlachetny ukazany przez A. Dumasa Pamiętniki od 1839 do 1842 (1854–1855) |
| 1855 |                                                                                | Paź księcia sabaudzkiego | Ostatni rok Marii Dorval Wielcy ludzie w szlafroku. Henryk IV |
| 1856 | Młodość Ludwika XIV Oresteja Wieża Saint-Jacques-la-Boucherie                  | Mohikanie paryscy (cd.) Pielgrzymka Hadji-Abd-el-Hamid-Beya Pani du Deffand (1856-1857) | Tahiti. Markizy. Kalifornia. Dziennik pani Giovanni Wielcy ludzie w szlafroku. Cezar Wielcy ludzie w szlafroku. Richelieu                                                                                 |
| 1857 | Zaproszenie do walca                                                           | Zając mojego dziadka Człowiek z bajkami Towarzysze Jehudy Przewodnik wilków | |
| 1858 | Honor został uratowany                                                         | Kapitan Richard Horoskop Łowca drobnej zwierzyny Black | Świetny odwrót |
| 1859 |                                                                                | Wilczyce Fregata Nadzieja Bajki dla dużych i małych dzieci Herminia i Marianna Ammalat-Beg | Listy z Sankt Petersburga Kaukaz. Podróż A. Dumasa Tłumaczenie Wiktora Percevala. Pamiętniki policjanta Sztuka i artyści współcześni w salonie 1859 roku Doktor Maynard. Wielorybnicy, podróż na antypody |
| 1860 | Romas o Elwirze Wokół spisku Szlachcic z gór Pani de Monsoreau                 | Pogawędki Pałac Lodowy Syn skazańca Ojciec Ruina Moullah-Nour Ojciec Gigogne Markiza z Escoman | Karol Zuchwały Droga z Varennes Z Paryża do Astrachania Życie na pustyni Najmłodszy w rodzinie Pamiętniki Garibaldiego                                                                                    |
| 1861 | Więzień Bastylii                                                               | Pewnej nocy we Florencji za Aleksandra Medyceusza Umarli idą szybko Kula śnieżna Księżniczka Flora | Garibaldczycy. Rewolucja na Sycylii i w Neapolu Włosi i Flamandowie |
| 1862 |                                                                                | Niech tak będzie Jane Sultanetta | |
| 1864 | Mohikanie paryscy                                                              | La San Felice (1864–1865) Zmysłowa kobieta Dwie królowe | |
| 1865 | Leśnicy                                                                        | Wspomnienia faworyty | Nieznany kraj |
| 1866 | Gabriel Lambert                                                                | | |
| 1867 |                                                                                | Przygoda miłosna (Herminia) Biali i Błękitni | Historia moich zwierząt Ludzie z żelaza |
| 1868 |                                                                                | Pruski terror Paryżanie i prowincjusze | Wspomnienia dramatyczne |
| 1869 | Pani de Chamblay Biali i Błękitni                                              | | |
| 1871 |                                                                                | Wyspa ognia | |
| 1872 |                                                                                | Tajemniczy doktor Córka markiza Książę złodziei Robin Hood banita | |
| 1873 |                                                                                | Kuba bez uszu | Duży słownik kuchenny |
| 1877 |                                                                                | | O sztuce gotowania |
| 1882 |                                                                                | | Mały słownik kuchenny |
| 1888 |                                                                                | Herminia. Amazonka | |

## Powieści według okresu, w którym toczy się ich akcja
| Okres      | Powieści |
| ---------- | --- |
| 100 p.n.e. | Akte |
| 1100-1400  | Prakseda, Książę złodziei, Robin Hood banita, Don Martin de Freytas, Piotr Okrutny, Bastard z Mauléon                                                                                |
| 1400-1500  | Joanna d’Arc, Izaak Laquedem |
| 1500-1550  | Ascanio, Pewnej nocy we Florencji za Aleksandra Medyceusza, Paź księcia sabaudzkiego                                                                                                 |
| 1550-1600  | Dwie Diany, Horoskop, Królowa Margot, Pani de Monsoreau, Czterdziestu pięciu |
| 1600-1650  | Trzej muszkieterowie, Dwadzieścia lat później, Nanon de Lartigues, Pani de Condé, Wicehrabina de Cambes, Opactwo Peyssac                                                             |
| 1650-1700  | Wicehrabia de Bragelonne, Czarny tulipan, Pani du Deffand, Zmysłowa kobieta |
| 1700-1750  | Dwie królowe, Sylwandira, Kawaler d’Harmental, Olimpia de Clèves, Pałac Lodowy, Córka regenta                                                                                        |
| 1750-1780  | Pastor z Ashbourn, Józef Balsamo, Kapitan Paul |
| 1780-1790  | Przewodnik wilków, Naszyjnik królowej, Tajemniczy doktor, Ingénue, Anioł Pitou, Zamek Eppstein                                                                                       |
| 1790-1800  | Hrabina de Charny, Cecylia, Kawaler de Maison-Rouge, Córka markiza, Kobieta w aksamitnym naszyjniku, Biali i Błękitni, Jacques Ortis, La San Felice, Towarzysze Jehudy, Ojciec Ruina |
| 1800-1820  | Przygody Johna Davysa, Brama piekieł, Kapitan Richard, Jane, Hrabia Monte Christo,                                                                                                   |
| 1820-1830  | W sypialni carów, Georges, Mohikanie paryscy, Sultanetta, Kuba bez uszu, Katarzyna Blum, Księżniczka Flora, Bóg pozwoli, Kula śnieżna, Wspomnienia faworyty                          |
| 1830-1840  | Wilczyce, Kapitan Pamfil, Markiza z Escoman, Syn skazańca, Paulina, Fernand, Gabriel Lambert, Amaury, Umarli idą szybko                                                              |
| 1840-1870  | Korsykańscy bracia, Black, Paryżanie i prowincjusze, Wyspa ognia, Niech tak będzie, Przygoda miłosna, Pruski terror                                                                  |

## Adaptacje
Książki Dumasa zostały przetłumaczone na prawie dwieście języków, a na ich podstawie powstało więcej niż 200 filmów.
Powieść Hrabia Monte Christo zainspirowała François Taillandiera do napisania jej kontynuacji – Pamiętników hrabiego Monte Christo i Juliusza Verne’a do napisania powieści Mateusz Sandorf.